# وينيبيغ جتس
وينيبيغ جتس (بالإنجليزية: Winnipeg Jets)‏ هو نادي هوكي الجليد كندي تأسس في 1972، ويلعب في دوري الهوكي الوطني.